# Flaming Moe's
Flaming Moe's, llamado Llamarada Moe en Latinoamérica y El flameado de Moe en España, es un episodio correspondiente a la tercera temporada de la serie de dibujos animados Los Simpson, emitido originalmente el 21 de noviembre de 1991. El episodio fue escrito por Robert Cohen y dirigido por Rich Moore y Alan Smart. La banda Aerosmith fue la estrella invitada. En este episodio Homer le revela a Moe un trago delicioso llamado Llamarada Homer, pero Moe le quita la idea haciendo el trago famoso.

## Sinopsis
Moe y su taberna pasaban por un déficit económico, entonces Homer (que estaba allí), y después de que se agotara la cerveza, decide contarle sobre "Flaming Homer" (llamarada Homer), un cóctel flameado que él había inventado una vez que Patty y Selma habían ido a su casa a mostrar las fotos de sus últimas vacaciones. Fue a la cocina y al no haber cerveza, decide mezclar varios licores, y junto con esto (accidentalmente) jarabe para la tos; luego, cuando la chispa del cigarrillo de Patty quemó el brebaje de Homer, este descubrió su excepcional sabor.
Luego Moe le pide a Homer que prepare un poco de ese licor, y al probarlo, se encandila; después un cliente que está en la taberna quiere probar un poco de ese misterioso trago y, después de disfrutar su sabor quiere saber como se llama, a lo que Moe responde "Moe, se llama Flaming Moe", robándole la receta a Homer.
Gracias a la receta, la taberna de Moe se hace popular (hasta tal punto que la banda Aerosmith asiste), lo que causa el enfado de Homer, quien decide no ir más a la taberna. Moe también contrata una camarera, y después recibe una oferta de vender su receta, en un millón de dólares; Moe no acepta, y el vendedor aprovecha un descuido de Moe, para robar un poco de "Flaming Moe's" para analizarla en un laboratorio, (en donde descubren todos los ingredientes, salvo el jarabe para la tos porque lo encuentran inverosímil). La camarera descubre que la receta de Moe es originalidad de Homer, y después de tener sexo con Moe, logra convencerlo de que venda la receta y le dé la mitad a Homer.
Al día siguiente, Moe está a punto de concretar la venta cuando Homer (disfrazado de El fantasma de la ópera) salta por encima del escenario de Aerosmith y les dice a todos que el ingrediente secreto es jarabe para la tos, sin darse cuenta de que perdió un medio millón de dólares debido a que el vendedor al saber la verdad cancela el trato.
Springfield después se llena de vendedores de "Flaming Moe", el monopolio de Moe cae y todo vuelve a la normalidad, Homer perdona a Moe y Moe lo invita a beber un "Flaming Homer".